# Андреј Шпорн
Андреј Шпорн (словен. Andrej Šporn) је словеначки алпски скијаш. Такмичи се у свим дисциплинама осим велеслалома. Члан је АСК Крањска Гора из Крањске Горе. Тренер му је Буркард Шефер

## Биографија
Андреј Шпорн је каријеру почео такмичењем у слалому. Временом је показао таленат за брзинске дисциплине спуст и супервелеслалом. Нешто слабији је био у велеслалому.
Као почетник је био успешан, освјајући првенство Словеније у јуниорској конкуренцији.
У децембру 1996. учествовао је у првим ФИС тркама, да би у јануару 1999. почео да учествује у Европском купу. Успешноје наступио на Светском јуниорском првенству 1999. када се пласирао међу првих 10 у спусту. Један од његових првих успеха је победа у слалому победа на Универзијади у Закопанима, (Пољска), у фебруару 2001.
Прву трку у светском купу возио је 10. децембра 2001. у Мадони ди Кампиљо. Такмичио се у слалому. Прошло је више од три године када је освојио прве ФИС бодове пласирајући се 4. јануара 2004. на 20 место у слалому на Светском купу 2003/04. у Флахау (Аустрија). Недељу дана касније Направио је изненађење у Шамонију пласирајући се на 6 место у комбинацији.
У истој сезони блистао је на Европском купу када је завршио на 4. месту у укупнпм пласману слаломаша.
Почетком наредне сезоне био је осми у слалому у Бивер Крику САД.
Наредне две године су у знаку бројних неуспеха, реко се пласирау у другу вожњу. У том периодо Шпорн постнено прелази из техничких дисциплина у безинске, где се надао да буде успешији. У сезони 2005/06 достигао је у Кицбилу пето место у комбинацији и шесто у суперкомбинацији у Шамонију. После осредњих резултата у наредним годинама, направио је изненађење 23. јануара 2010. са другим местом у спуста Кицбила.
Шпорн је два пута до сада учествовао на Зимским олимпијским играма и три пута на Светским првенствима. На Олимпијским играма у Торину у 2006. је био 15. у супервелеслалому, а 18 у истој дисциплини на 2010. у Ванкуверу. На светским првенствима највећи успех је постигао 2011. у Гармиш Партенкирхену када је био 6. у спусту, а 20. у супервелеслалому.
На три зимске универзијаде од 2001 до 2005 освојио је златну, сребрну и бронзану медаљу. Од 2004. до 2008. био је првак Словеније.

## Резултати

### Зимске олимпијске игре
- 2006. Торино: 15. супервелесланом, 30. комбинација, 31. спуст
- 2010. Ванкувер: 18. супервелесланом, 25. велеслалом

### Светско првенство у алпском скијању
- 2007. Оре: 19. спуст, 44. супервелеслалом
- 2011. Гармиш-Партенкирхен: 6. спуст, 20. супервелеслалом

### Светски куп у алпском скијању
- сезона 2009/10.: 10. у спусту,
- 5 пласмана међу првих пет

#### Пласмани Андреја Шпорна у Светском купу по сезонама
| Година   | Година   | Генерално | Генерално | Спуст   | Спуст  | Слалом  | Слалом | Велеслалом | Велеслалом | Супервелеслалом | Супервелеслалом | Комбинација | Комбинација |
| -------- | -------- | --------- | --------- | ------- | ------ | ------- | ------ | ---------- | ---------- | --------------- | --------------- | ----------- | ----------- |
| Година   | Година   | Пласман   | Бодови    | Пласман | Бодови | Пласман | Бодови | Пласман    | Бодови     | Пласман         | Бодови          | Пласман     | Бодови      |
| 2003/04. | 2003/04. | 77        | 70        | -       | -      | -       | -      | -          | -          | 45              | 30              | 9           | 40          |
| 2004/05. | 2004/05. | 89        | 44        | -       | -      | -       | -      | -          | -          | 35              | 44              | -           | -           |
| 2005/06. | 2005/06. | 52        | 136       | -       | -      | -       | -      | -          | -          | 56              | 13              | 8           | 123         |
| 2006/07. | 2006/07. | 101       | 36        | -       | -      | 30      | 25     | -          | -          | -               | -               | 39          | 11          |
| 2007/08. | 2007/08. | 102       | 32        | 61      | 2      | 51      | 4      | -          | -          | -               | -               | 34          | 26          |
| 2008/09. | 2008/09. | 102       | 30        | 41      | 14     | 48      | 4      | -          | -          | -               | -               | 36          | 12          |
| 2009/10. | 2009/10. | 31        | 230       | 10      | 189    | 35}     | 22     | -          | -          | -               | -               | 32          | 19          |
| 2010/11. | 2010/11. | 38        | 232       | 13      | 180    | 24      | 52     | -          | -          | -               | -               | -           | -           |
| 2011/12. | 2011/12. |           |           |         |        | -       | -      | -          | -          | -               | -               | —           | —           |